# Ciclismo nos Jogos Olímpicos de Verão de 2008 - Corrida em estrada feminina

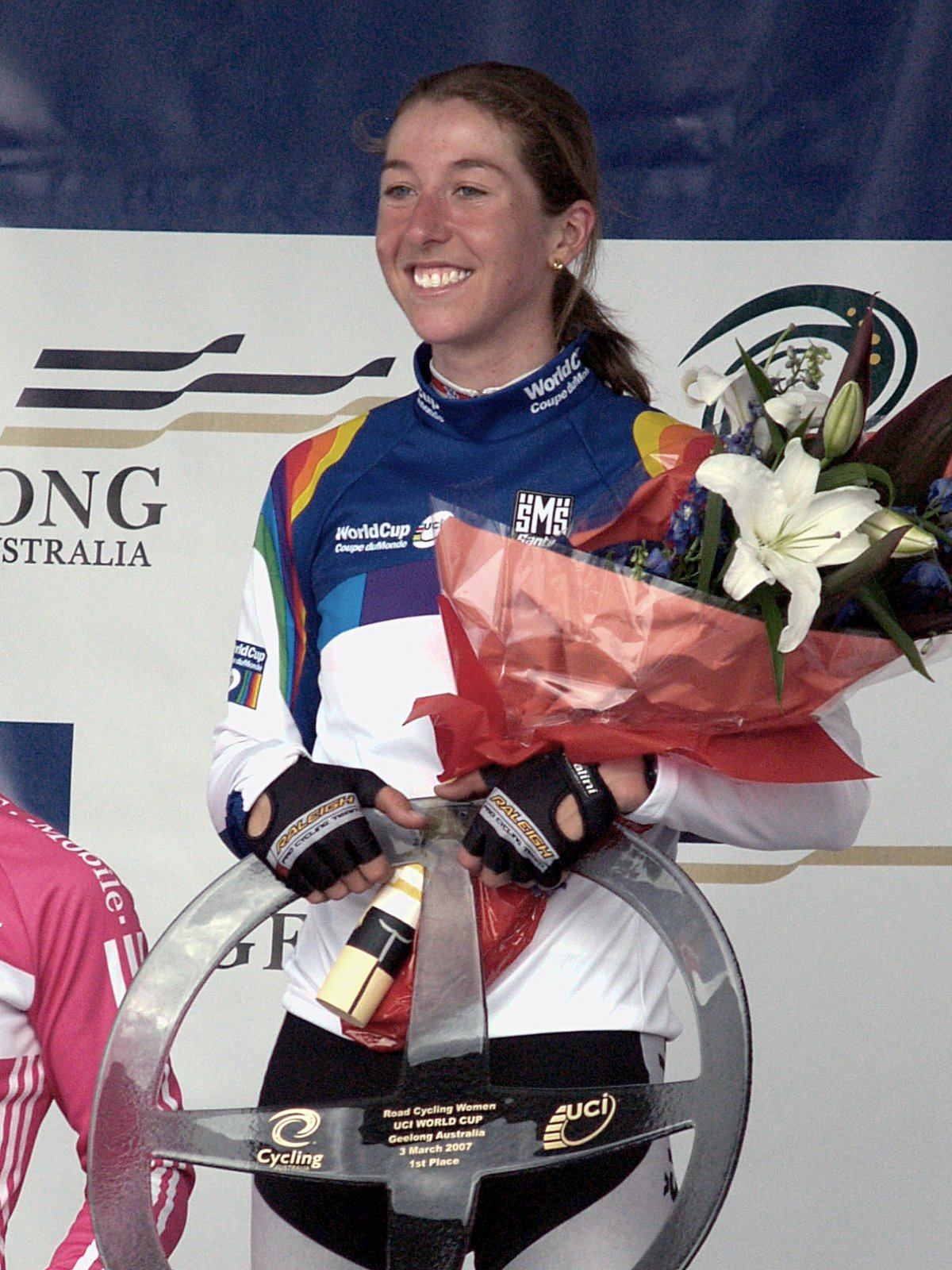
A medalhista de ouro Nicole Cooke, da Grã-Bretanha.

A prova de estrada feminino do ciclismo nos Jogos Olímpicos de Verão de 2008 foi disputada em 10 de agosto de 2008. Sessenta e seis ciclistas percorreram uma distância de 126 km (um percurso de 78.8 km e 2 voltas num circuito de 23.8 km) em Pequim, na China.

## Medalhistas
| Ouro   | GBR Nicole Cooke    |
| Prata  | SWE Emma Johansson  |
| Bronze | ITA Tatiana Guderzo |

## Calendário
Horário de Pequim (UTC+8)
| Dia                           | Hora        |
| ----------------------------- | ----------- |
| Domingo, 10 de agosto de 2008 | 14:00-19:00 |

## Resultado final
| Pos. | Atleta                         | Tempo      |
| ---- | ------------------------------ | ---------- |
|      | GBR Nicole Cooke               | 3h 32′ 24″ |
|      | SWE Emma Johansson             | 3h 32′ 24″ |
|      | ITA Tatiana Guderzo            | 3h 32′ 24″ |
| 4    | AUT Christiane Soeder          | 3h 32′ 28″ |
| 5    | DEN Linda Villumsen            | 3h 32′ 32″ |
| 6    | NED Marianne Vos               | 3h 32′ 45″ |
| 7    | SUI Priska Doppman             | 3h 32′ 45″ |
| 8    | POL Paulina Brzeźna            | 3h 32′ 45″ |
| 9    | LTU Edita Pučinskaitė          | 3h 32′ 45″ |
| 10   | KAZ Zulfiya Zabirova           | 3h 32′ 45″ |
| 11   | LTU Jolanta Polikevičiūtė      | 3h 32′ 45″ |
| 12   | RUS Yulia Martisova            | 3h 32′ 45″ |
| 13   | FRA Christel Ferrier-Bruneau   | 3h 32′ 45″ |
| 14   | FRA Maryline Salvetat          | 3h 32′ 45″ |
| 15   | ITA Noemi Cantele              | 3h 32′ 45″ |
| 16   | CHN Gao Min                    | 3h 32' 52" |
| 17   | CAN Leigh Hobson               | 3h 32' 52" |
| 18   | SUI Nicole Brändli             | 3h 32' 52" |
| 19   | ESP Anna Sanchis               | 3h 32' 52" |
| 20   | GER Trixi Worrack              | 3h 32' 52" |
| 21   | SWE Susanne Ljungskog          | 3h 32' 52" |
| 22   | UKR Yevgeniya Vysotska         | 3h 32' 55" |
| 23   | GBR Emma Pooley                | 3h 32' 55" |
| 24   | FRA Jeannie Longo-Ciprelli     | 3h 32' 57" |
| 25   | USA Kristin Armstrong          | 3h 33' 07" |
| 26   | NOR Anita Valen de Vries       | 3h 33' 17" |
| 27   | LTU Modesta Vžesniauskaitė     | 3h 33' 17" |
| 28   | NZL Joanne Kiesanowski         | 3h 33' 17" |
| 29   | AUS Oenone Wood                | 3h 33' 17" |
| 30   | EST Grete Treier               | 3h 33' 17" |
| 31   | JPN Miho Oki                   | 3h 33' 17" |
| 32   | UKR Tatiana Stiajkina          | 3h 33' 17" |
| 33   | USA Amber Neben                | 3h 33' 17" |
| 34   | RSA Marissa van der Merwe      | 3h 33' 17" |
| 35   | GBR Sharon Laws                | 3h 33' 17" |
| 36   | NED Mirjam Melchers-van Poppel | 3h 33' 17" |
| 37   | CAN Erinne Willock             | 3h 33' 23" |
| 38   | AUS Sara Carrigan              | 3h 33' 25" |
| 39   | GER Hanka Kupfernagel          | 3h 33' 25" |
| 40   | RUS Natalia Boyarskaya         | 3h 33' 45" |
| 41   | GER Judith Arndt               | 3h 33' 51" |
| 42   | UKR Oksana Kashchyshyna        | 3h 34' 13" |
| 43   | RUS Alexandra Burchenkova      | 3h 36' 32" |
| 44   | BEL Lieselot Decroix           | 3h 36' 35" |
| 45   | MEX Giuseppina Grassi          | 3h 36' 35" |
| 46   | AUT Monika Schachl             | 3h 36' 37" |
| 47   | NED Chantal Beltman            | 3h 37' 02" |
| 48   | CHN Meng Lang                  | 3h 37' 42" |
| 49   | SLO Sigrid Corneo              | 3h 39' 29" |
| 50   | CAN Alexandra Wrubleski        | 3h 39' 36" |
| 51   | BRA Clemilda Fernandes         | 3h 41' 01" |
| 52   | USA Christine Thorburn         | 3h 41' 08" |
| 53   | NZL Catherine Cheatley         | 3h 41' 08" |
| 54   | VEN Danielys García            | 3h 43' 25" |
| 55   | ESP Marta Vilajosana           | 3h 43' 25" |
| 56   | SWE Sara Mustonen              | 3h 43' 25" |
| 57   | VEN Angie González             | 3h 43' 25" |
| 58   | KOR Gu Sung-eun                | 3h 45' 59" |
| 59   | RSA Cherise Taylor             | 3h 48' 33" |
| 60   | CUB Yumari González            | 3h 51' 39" |
| 61   | THA Chanpeng Nontasin          | 3h 51' 51" |
| 62   | MRI Aurélie Halbwachs          | 3h 52' 11" |
|      | KOR Son Hee-jung               | DNF        |
|      | ITA Vera Carrara               | DNF        |
|      | AUS Kate Bates                 | DNF        |
|      | SUI Jennifer Hohl              | DNF        |

DNF: Não completou a prova